# Hoplodictya
Hoplodictya is een vliegengeslacht uit de familie van de slakkendoders (Sciomyzidae).

## Soorten
- H. acuticornis (Wulp, 1897)
- H. australis Fisher and Orth, 1972
- H. kincaidi (Johnson, 1913)
- H. setosa (Coquillett, 1901)
- H. spinicornis (Loew, 1866)